# 陳翔 (崇禎進士)
陳翔（？—1646年），原名陳兆相，字克理，福建福州府長樂縣人，明朝、南明政治人物。

## 生平
陳翔是工部尚書陳長祚之孫，天啟七年（1627年）中式順天府鄉試舉人，崇禎十六年（1643年）成進士，獲授中書舍人，奉命催促大學士黃景昉回朝，但對方堅拒不赴，他則以奉差不力被下令嚴處。很快李自成攻陷北京，陳翔不願投誠，削髮為僧時遭大順軍隊夾拷；其後他到達福京，隆武帝讓他擔任故職，不久因為傷重而死，人們稱他死於忠誠。他的弟弟陳𡿂、陳兆鼎均隱居不出仕；兒子陳殿邦是順治十一年的舉人，耿精忠叛亂期間迫召他，他避居福清，後來擔任延安府同知。

## 引用
1. 1 2  錢海岳《南明史·卷四十一·列傳第十七》：（隆武帝）遣陳翔以死力請，（黃景昉）乃入直……翔，字克理，天興長樂人。尚書長祚孫。崇禎十六年進士，授中書舍人。北京破，削髮被夾，南歸仍故官。未幾，創發卒。
2. ↑  民國《長樂縣志·卷十四上·選舉上》：（天啟）七年 丁卯 戴震雷榜（舉人）……陳兆相 改名翔，順天中式，癸未進士
3. ↑  民國《長樂縣志·二十六·列傳六》：陳翔，字克理，長祚孫。 長祚見名臣傳。 崇禎癸未進士，授中書舍人。時國家多難，大學士黃景昉假歸，翔奉命催起，景昉堅不赴詔；得旨以陳翔奉差不力，該部嚴處。旋闖賊陷京都，翔抗節不屈，備受夾拷，後慟哭南旋負重傷卒。識者謂其死於忠也。弟𡿂字克乙；兆熙字克時；兆鼎字克重，隱居不仕，均以節終。子殿邦，順治甲午舉人。逆耿迫召，避地福清，後官陝西延安府同知。 同治彭志